# Garralda
Garralda – gmina w Hiszpanii, w Nawarze, o powierzchni 21,51 km². W 2011 roku gmina liczyła 189 mieszkańców.